# 佐藤慶季
佐藤 慶季（さとう よしき、1992年2月21日 - ）は、日本の俳優である。セントラル子供タレント所属。

## 出演

### テレビドラマ
- 大河ドラマ 葵 徳川三代（2000年、NHK） - 幸松 役
- 愛の劇場 温泉へ行こう（TBS） - 神野龍太 役
- 生きるための情熱としての殺人（2001年、テレビ朝日）
- ウルトラマンコスモス 第30話（2002年、毎日放送） - ユウキ 役
- 少年 〜星の巣〜（2002年、TBS） - 俊夫 役
- 貫太ですッ!（2003年、フジテレビ） - 進藤率 役
- ブラックジャックによろしく〜涙のがん病棟編〜（2004年、TBS）
- 火曜サスペンス劇場 那須・四季通信（2005年、日本テレビ） - 豊川裕太 役
- 占い師みすず 事件は運命の彼方に（2006年6月5日、TBS）- 丸山孝太 役
- 占い師みすず 事件は運命の彼方に2（2007年5月21日、TBS）
- ウルトラマンメビウス 第39話（2007年、TBS） - 日ノ出家6人兄弟　長男・フジオ 役

### 映画
- トワイライトシンドローム〜卒業〜（2000年）